# Christoph Schwind
Christoph Schwind (* 22. August 1949 in Thum) ist ein deutscher Kommunalpolitiker. Er war von 2000 bis 2006 Bürgermeister der Stadt Jena und war von November 2006 bis November 2012 Bürgermeister von Weimar. Er ist verheiratet und hat drei Kinder.

## Beruf
Christoph Schwind studierte bis 1974 an der Technischen Universität Dresden Biomedizintechnik. Nach seinem Studium arbeitete er im Messgerätewerk Zwönitz als Mitarbeiter für Sonderbauelemente. Später erfolgte der Wechsel in das Messgerätewerk Magdeburg. Dort war Schwind als Gruppen- bzw. Abteilungsleiter der Fertigungstechnologie tätig. Im September des Jahres 1981 wechselte Schwind an die Friedrich-Schiller-Universität Jena. Hier war er innerhalb des Institutes für Physiologie als Abteilungsleiter für Elektronik beschäftigt.

## Politik
Schwind wurde bereits 1969 Mitglied der DDR-CDU. Er war schon zu DDR-Zeiten Mitglied der Jenaer Stadtverordnetenversammlung.
Seit der Wende ist Schwind in verschiedenen öffentlichen Positionen tätig. So hatte er den Aufsichtsratsvorsitz der Stadtwerke Jena sowie des Jenaer Nahverkehrs (Jenah) inne. Später wurde er Dezernent für Wirtschaft und Verkehr in Jena. Von 2000 bis 2006 war Schwind als Bürgermeister der Stadt Jena verantwortlich für die Bereiche Stadtentwicklung, Architektur und Denkmalschutz, Umwelt- und Naturschutz, Verkehr und Wirtschaft. Er trat im Mai 2006 als Kandidat für die Oberbürgermeisterwahl in Jena an, unterlag in der Stichwahl aber dem SPD-Kandidaten Albrecht Schröter.
Vom 20. November 2006 bis 19. November 2012 war Schwind Dezernent für Finanzen, Ordnung und Bauen in Weimar und damit zugleich Bürgermeister und Stellvertreter des Oberbürgermeisters der Stadt Weimar Stefan Wolf.